# Nguyễn Tài Thu
Nguyễn Tài Thu (6 tháng 4 năm 1931 – 14 tháng 2 năm 2021) là giáo sư, bác sĩ nổi tiếng ở Việt Nam và thế giới trong lĩnh vực Đông y, đặc biệt là châm cứu chữa bệnh. Ông được phong tặng danh hiệu Thầy thuốc Nhân dân và Anh hùng Lao động của Việt Nam. Ông từng giữ chức Phó Chủ tịch Hội châm cứu thế giới, Chủ tịch Hội Châm cứu Việt Nam và Chủ tịch Hội Cứu trợ Trẻ em tàn tật Việt Nam. Ông có quan hệ về khoa học kỹ thuật với 38 nước trên thế giới và là Giáo sư, Tiến sĩ danh dự của 16 trường đại học nước ngoài. Với những thành tựu mà ông đã dày công nghiên cứu và ứng dụng, ông được mệnh danh "Ông vua châm cứu", "Huyền thoại sống", "Thần kim",...

## Tiểu sử
Ông sinh ngày 06 tháng 04 năm 1931, quê ở thôn Kim Hoàng, xã Vân Canh, huyện Hoài Đức, TP Hà Nội trong một gia đình có truyền thống Nho học. Những năm 1945 – 1946, khi cả Hà Nội bom đạn mịt mù, và tận mắt chứng kiến nhiều người bị thương và chết do chiến tranh, trong ông cháy bỏng ước mơ trở thành bác sĩ chữa bệnh cho mọi người. Sau này ông từng lấy cơ thể mình thực nghiệm rồi mới đụng kim châm vào người khác. Năm 1953 sau khi học năm thứ nhất trường Đại học Y Khoa trong kháng chiến (nay là Trường Đại học Y Hà Nội ), ông được cử đi học tại Trung Quốc trong 6 năm chuyên về Đông y. Năm 1958, Tốt nghiệp bác sĩ Đông y ở Trung Quốc, bác sĩ Tài Thu về công tác tại nhiều bệnh viện quân đội và địa phương. Năm 1967, ông đi sâu nghiên cứu ngành châm cứu tại phòng mạch của Hội Đông y, phố Tông Đản, Hà Nội. Ông bắt đầu nghiên cứu dùng các cây kim có độ dài khác nhau để chữa bệnh. Tới năm 1968 từ đề xuất của ông, Hội Châm cứu đầu tiên của Việt Nam hình thành. Từ con số không, Nguyễn Tài Thu cùng cộng sự đã phát triển Hội Châm cứu Việt Nam lên hàng chục ngàn hội viên, đào tạo hàng trăm cán bộ châm cứu trình độ sau đại học,... Đến nay hầu hết các bệnh viện trong cả nước đều có bộ môn Châm cứu. Viện Châm cứu Việt Nam do ông sáng lập từ tháng 4 năm 1982 trở thành địa chỉ quen thuộc của giới khoa học châm cứu quốc tế.

## Thành tựu nghiên cứu khoa học
Tài sản lớn nhất của ông là hàng chục cuốn sách về châm cứu và lý luận Đông y như Tân châm, Nghiên cứu châm tê trong phẫu thuật, Thủy châm, Nhĩ châm, Mai hoa châm, Điện châm..., làm "cẩm nang" cho hàng ngàn y, bác sĩ sau này. Đặc biệt, hai kỹ thuật Châm tê và Châm cứu cai nghiện ma túy (được Bộ Y tế cho phép triển khai với tỷ lệ cắt cơn rất cao, chỉ có 5% đến 10% tái nghiện) do Nguyễn Tài Thu phát minh đã được giới thiệu tới gần 50 quốc gia.
Trường phái tân châm do Nguyễn Tài Thu khởi xướng bắt đầu từ thủy châm. Ông nhận thấy trong khi chữa bệnh ta vẫn đưa thuốc vào cơ thể bằng tiêm thuốc vào tĩnh mạch, tiêm bắp, vậy ta cũng có thể tiêm thuốc thẳng vào các huyệt để thuốc càng có tác dụng nhanh. Phương pháp này giúp điều trị cho hàng nghìn bệnh nhân khỏi căn bệnh cấp và mạn tính như thần kinh tọa, rối loạn tiền đình, đau đầu, mất ngủ, tai biến mạch máu não, cắt cơn cho người nghiện ma túy, chữa bệnh béo phì, rối loạn thần kinh thực vật, cắt cơn hen phế quản,...
"Châm cứu là phương pháp điều trị y học cổ truyền không tốn kém chi phí, không đòi hỏi trang thiết bị hiện đại, mang đến hiệu quả cao, điều trị nhiều bệnh lý cấp và mạn tính", giáo sư Thu từng nói.
Tại Hội nghị Châm cứu toàn thế giới gồm 84 nước họp tại Sydney (Úc) vào ngày 4 tháng 10 năm 2004, phương pháp châm cứu cai nghiện ma túy được Nguyễn Tài Thu trình bày đầu tiên trong số 280 báo cáo khoa học tại Hội nghị đã được nhiệt liệt hoan nghênh. Đại biểu của Hội châm cứu Trung Quốc công nhận các thành công mà Việt Nam đạt được. Công trình đã được Bộ Y tế nghiệm thu, đã được ông trực tiếp phổ biến các quy trình trong các lớp tập huấn tại 21 tỉnh, thành và đang được tiếp tục triển khai trên diện rộng.
Phương pháp điện châm gây tê cho phẫu thuật của ông đã thực hiện trên 100.000 ca mổ gồm 60 loại phẫu thuật khác nhau đạt kết quả 98,3%. Giáo sư cũng đã áp dụng thành công kỹ thuật măng châm với cây kim có chiều dài tới 60 cm để đi vào các huyệt sâu trong cơ thể, có hiệu quả cao trong chữa bệnh.
Năm 2000, Giáo sư đã được giải thưởng Nhà nước về công trình "Nghiên cứu phát triển lý luận và hoàn thiện kỹ thuật phương pháp tân châm trong chữa bệnh".
Huân chương Độc lập hạng nhì đã được trao cho giáo sư sáng ngày 14 tháng 5 năm 2004 để ghi nhận những đóng góp của ông trong ngành châm cứu.
Ngày 8 tháng 3 năm 2006, Giáo sư Nguyễn Tài Thu được trao bằng Tiến sĩ danh dự của Trường Đại học UAZ (México), ghi nhận những đóng góp của giáo sư vào việc phát triển các dịch vụ chữa bệnh bằng châm cứu tại México nói chung và bang Zacatecas nói riêng.

## Chức danh
- Viện trưởng Viện Châm cứu Trung Ương (1982 - 2003).
- Giám đốc Bệnh viện Châm cứu Trung Ương (2003 - 2007).
- Phó chủ tịch Hội châm cứu Thế giới[5].
- Chủ tịch Hội châm cứu Việt Nam.

## Qua đời
Giáo sư Nguyễn Tài Thu qua đời vào lúc 4 giờ 50 phút sáng ngày 14 tháng 2 năm 2021 tại Hà Nội, do tuổi cao sức yếu, khi chưa kịp tổ chức lễ mừng thọ 90 tuổi. Gia đình giáo sư cho biết tang lễ được tổ chức tại Nhà tang lễ quốc gia, số 5 Trần Thánh Tông, Hà Nội.

## Danh hiệu, giải thưởng
- Thầy thuốc Nhân dân (năm 1995);
- Anh hùng Lao động (năm 2000);
- Huân chương Độc lập hạng nhì (năm 2004);
- Huân chương Kháng chiến hạng nhất, ba
- Huân chương Lao động hạng nhất (năm 1999)
- Huân chương Đại đoàn kết dân tộc (năm 2014);
- Giải thưởng Nhà nước về khoa học và công nghệ
- Huy chương Quyết tử;
- Huy Chương Chiến Thắng
- Huy chương Vì Sức khỏe Nhân dân.